# Gustavo Páez
Gustavo Andrés Páez Martínez (Mérida, Venezuela; 16 de abril de 1990) es un futbolista venezolano que juega como delantero en el Estudiantes de Mérida Fútbol Club de la Primera División de Venezuela
Formado desde los 4 años en la Academia Emeritense, comenzó su carrera como profesional a la edad de 16 años jugando con el equipo de segunda división de la Academia Emeritense. En 2008 tuvo un breve paso con el equipo peruano Alianza Lima antes de regresar a su país para jugar con el Zamora de la Primera División de Venezuela. En octubre de 2009 firmó con el Interblock Ljubljana donde jugó en la Primera División de Eslovenia y terminó como el máximo goleador del equipo al finalizar la temporada. En el verano de 2010 viajó a Italia para jugar con el club de la Serie D, Unión Quinto, donde pasaría luego a formar parte de las líneas de RCD Mallorca ''B''.

## Historia
Gustavo Páez, nació el 16 de abril de 1990 en la ciudad de Mérida, Venezuela, donde empezó en el mundo del fútbol con apenas 4 años, donde dio sus primeros pasos en el club Academia Emeritense F.C. ubicado en la misma ciudad. Su padre, Raymond Páez, ha estado ligado al fútbol venezolano, llegando a ser el asistente técnico de la Selección de fútbol de Venezuela desde 1998 a 2007. 
Desde muy joven formó parte de las selecciones del estado representando siempre al Estado Mérida en los campeonatos nacionales donde salió goleador en varias oportunidades. Tuvo varias pasantías cortas por una serie de equipos internacionales como Boca Juniors, Argentinos Juniors, Real Madrid, Ajax, entre otros. 
A la edad de 13 años recibió su primer llamado a la selección de fútbol de Venezuela Sub-15. Luego formó parte de la selección sub-17 la cual alcanzó la clasificación a los Panamericanos al quedar de cuarto lugar en el sudamericano celebrado en Colombia. 
A los 16 años debutó con la Academia Emeritense en el torneo de Segunda División B de Venezuela, anotando 4 goles para el desempeño del equipo.
De la Academia Emeritense tendría un pequeño paso por el club peruano Alianza Lima y volvería al Zamora de la ciudad, donde tras estar un mes en el equipo recibe el llamado del club Interblock Ljubljana de la liga Eslovena. Tras finalizar la temporada Gustavo Páez terminó con 5 goles en su andar, convirtiéndose así en el máximo goleador del equipo. 
Tras un breve paso por Italia donde no llegó a debutar con el Unión Quinto llegó al RCD Mallorca ''B'' de España, donde logró debutar con en el primer equipo el 12 de agosto de 2012 en un partido amistoso ante el Hamburgo SV. 
Luego de dos años y finalizado el contrato volvió a Venezuela para representar los colores del ACD Lara, donde hizo su debut en Copa Sudamericana ante el club Liga de Loja, donde a pesar de tener una excelente actuación no logró ayudar a su equipo a pasar a la siguiente fase. Su paso por ACD Lara estuvo marcado por el cambio constante de Director Técnico (3 en 6 meses). Posteriormente fue a préstamo al equipo del Deportivo La Guaira de la capital venezolana, donde jugó en su mayoría como volante, ayudando a su equipo a lograr el pase a la Copa Sudamericana 2014.
A mediados de 2014 se dio su regreso a tierras europeas, en este caso defendiendo los colores del Messina Calcio en Italia. Transcurrido ese año volvió a Venezuela donde vestiría por segunda ocasión los colores del Zamora, en esta ocasión jugando el torneo más importante del continente americano, la Copa Libertadores 2015, donde el club Venezolano compartió el grupo junto a Boca Juniors, Montevideo Wanderers y Palestino. 
Tras un año en la ciudad de Barinas, para 2016,  Páez llegó al equipo más longevo del fútbol venezolano, Estudiantes de Mérida, dirigido por el Ing. Raymond Páez, en este caso y bajo la confianza del técnico el jugador marcó 7 goles en 18 apariciones durante el torneo Apertura 2016, con la particularidad de haber anotado los 7 goles en condición de visitante, y luego tras el cambio de cuerpo técnico, ahora bajo la mano de Ruberth Moran logró marcar 3 goles de manera consecutiva , para de esta manera llegar a la marca personal de 10 goles en una sola temporada, siendo así el máximo goleador de la campaña para su equipo. 
Actualmente, el jugador se encuentra en la ciudad sudafricana de Johannesburgo donde defenderá por los siguientes dos años y medio los colores del Kaizer Chiefs.

## Clubes
| Club                       | País      | Año         | Partidos | Goles |
| -------------------------- | --------- | ----------- | -------- | ----- |
| Academia Emeritense        | Venezuela | 2006-2008   | 8        | 4     |
| Alianza Lima               | Perú      | 2009        | 0        | 0     |
| Zamora                     | Venezuela | 2009        | 1        | 0     |
| Interblock Ljubljana       | Eslovenia | 2010        | 19       | 5     |
| Unión Quinto               | Italia    | 2010        |          |       |
| Mallorca B                 | España    | 2011-2013   | 44       | 3     |
| ACD Lara                   | Venezuela | 2013        | 12       | 1     |
| Deportivo La Guaira        | Venezuela | 2014        | 10       | 0     |
| Messina                    | Italia    | 2014-2015   | 9        | 0     |
| Zamora                     | Venezuela | 2015        | 18       | 2     |
| Estudiantes de Mérida      | Venezuela | 2016        | 32       | 10    |
| Kaizer Chiefs              | Sudáfrica | 2017 - 2019 | 45       | 7     |
| Atlético de Venezuela C.F. | Venezuela | 2019        | 9        | 0     |
| Mineros de Guayana         | Venezuela | 2020        | 4        | 1     |
| Yaracuyanos FC             | Venezuela | 2021        | 2        | 1     |
| Aragua FC                  | Venezuela | 2022        | 5        | 0     |
| Academia Emeritense        | Venezuela | 2023-2024   | ?        | ?     |
| Estudiantes de Mérida      | Venezuela | 2025        | 8        | 2     |